# Oryza schlechteri
Espèce
Oryza schlechteri est une espèce de plantes monocotylédones de la famille des Poaceae, sous-famille des Oryzoideae, originaire de l'Asie tropicale. 
Ce sont des plantes herbacées vivaces, cespiteuses, aux tiges (chaumes) dressées, pouvant atteindre 30 à 90 cm de long. L'inflorescence est une panicule.
Cette espèce de riz sauvage tétraploïde (2n=48), au génome de type KKLL, fait partie du pool génique tertiaire du riz cultivé (Oryza sativa),.
Étymologiel'épithète spécifique, « schlechteri », est un hommage au botaniste allemand, Friedrich Richard Rudolf Schlechter (1872-1925).